# Den berusade båten
Den berusade båten (Le Bateau ivre) är en dikt av Arthur Rimbaud skriven i poetens födelsestad Charleville 1871. Han skickade den till Paul Verlaine i Paris och blev därför inbjuden dit. Dikten finns tolkad till svenska av Helmer Lång 1965 och av Elias Wraak 2003.

## Form, innehåll och påverkan
Dikten är ett av Rimbauds längsta verk. Det består av 25 fyrradiga strofer med en alexandrinsk rytm och meter. Den skildrar, i jagform, hur en övergiven båt redlöst brottas med vågorna och slutligen sjunker till havets botten. Med sitt egenartade och revolutionerande bildspråk blev dikten stilbildande för senare litteratur inom symbolism och surrealism. Den svenske författaren och bildkonstnären Folke Dahlberg gav 1950 ut en diktsamling benämnd Den berusade båten. Den inleds i sin första långa del av just Arthur Rimbauds Le Bateau ivre på originalspråk (utan översättning). Utöver Dahlbergs egen poesi innehåller boken också många gravyrer av författaren. Bland dessa drömska motiv av väderbitna fartyg och människor i förening återfinns efter ett tag i bokens första del en bild med titeln Bateau ivre, lite senare en annan som heter Bateau ivre II.

## Väggdikt
I samarbete med det internationella sällskapet Les Amis de Rimbaud, färdigställdes Le Bateau ivre som väggdikt av den holländske konstnären Jan-Willem Bruins den 14 juni 2012. Den är målad längs en lång mur på rue Férou i centrala Paris. Denna gata ligger inte långt från det café vid Place Saint-Sulpice där en ännu 16-årig Rimbaud första gången läste upp dikten för sina vänner inom konstnärsgruppen Vilains Bonshommes den 30 september 1871.

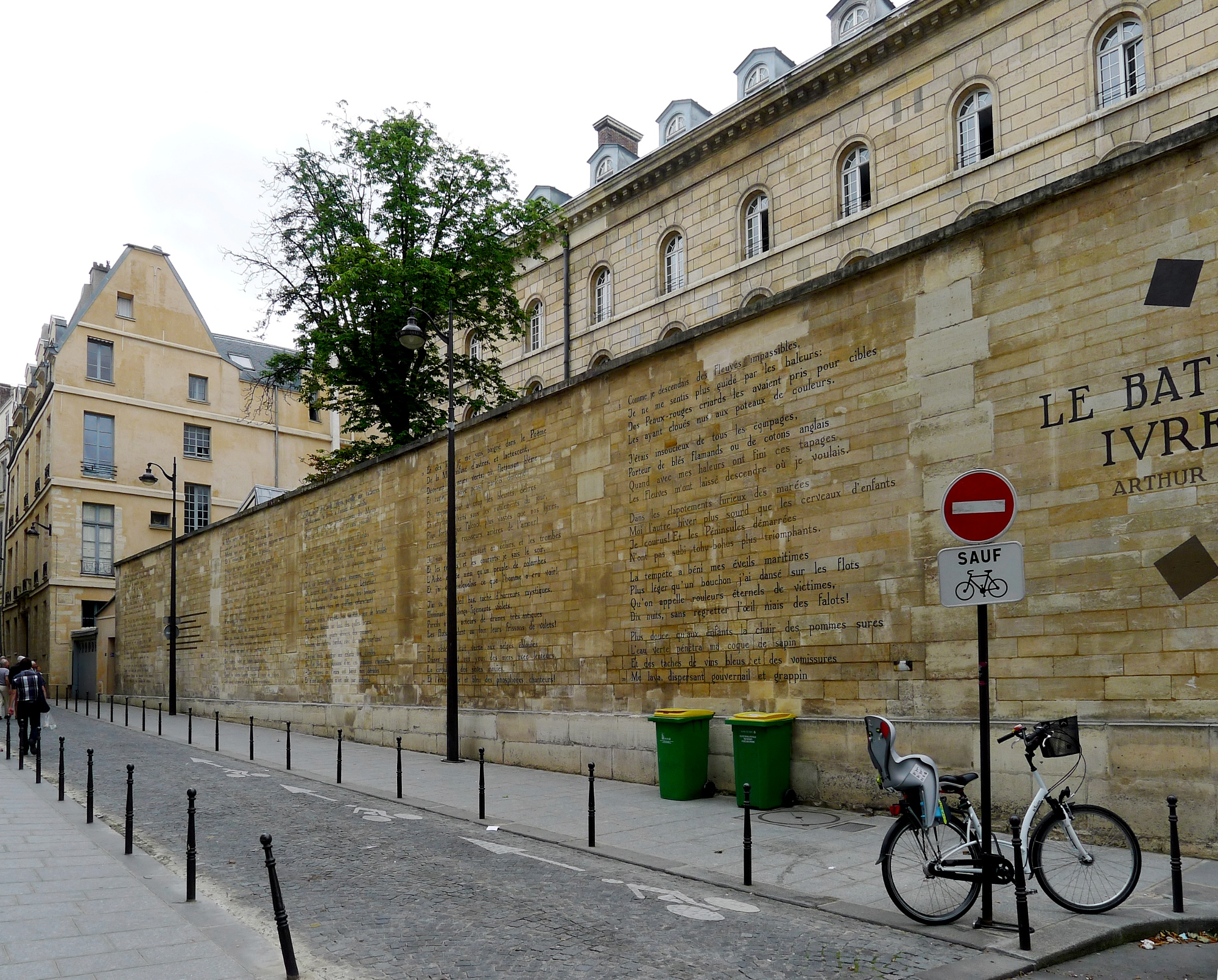
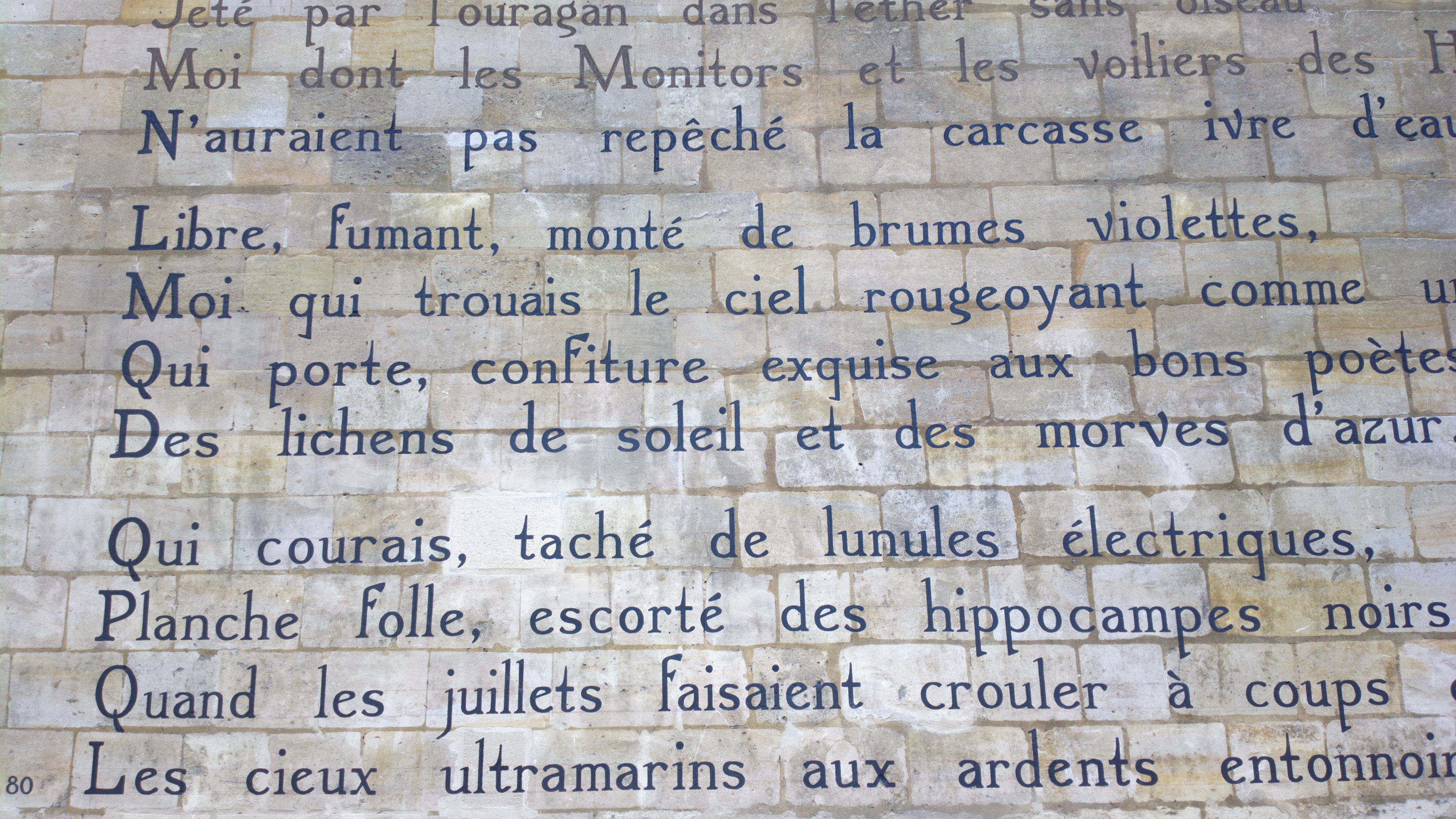
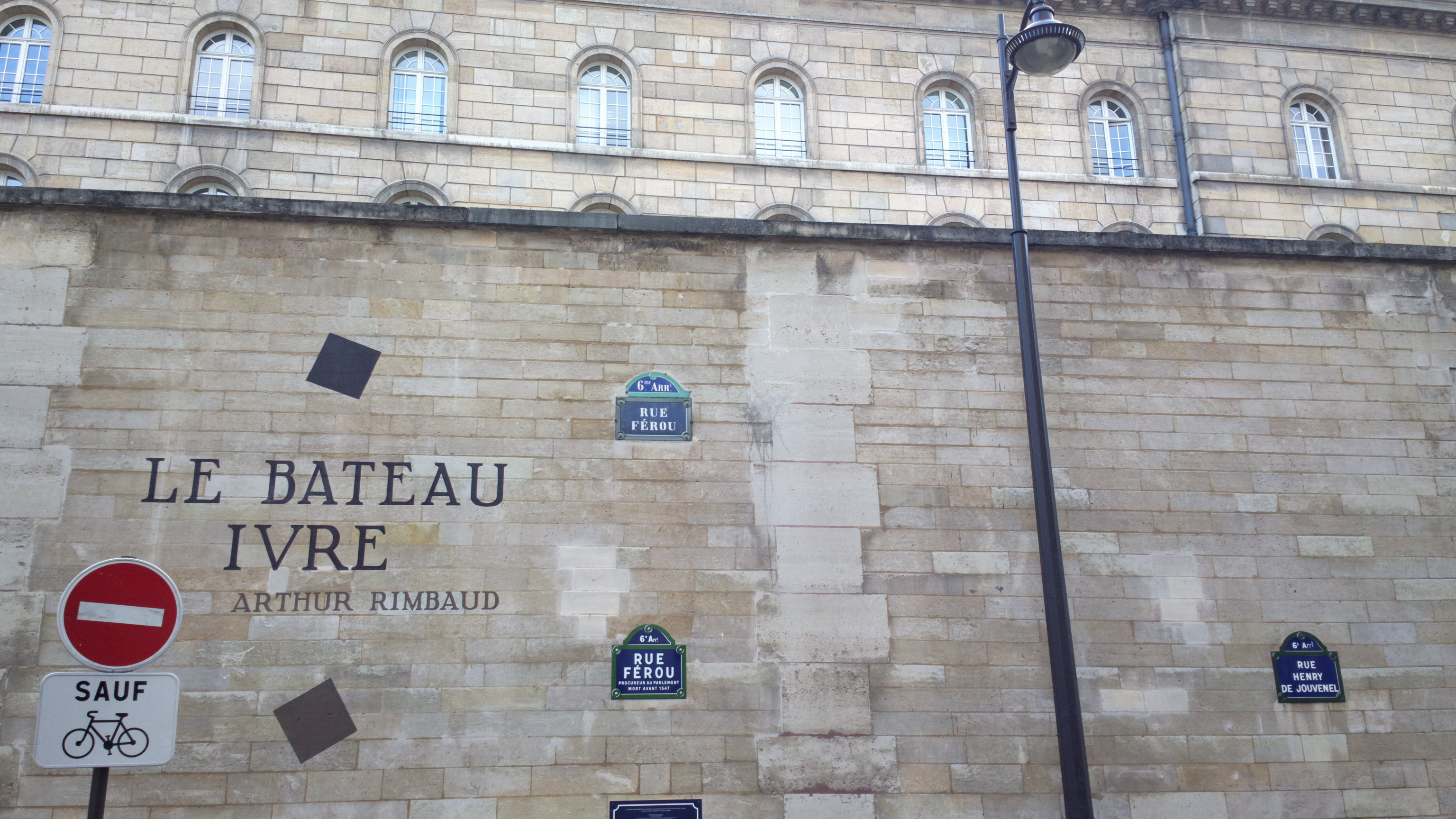
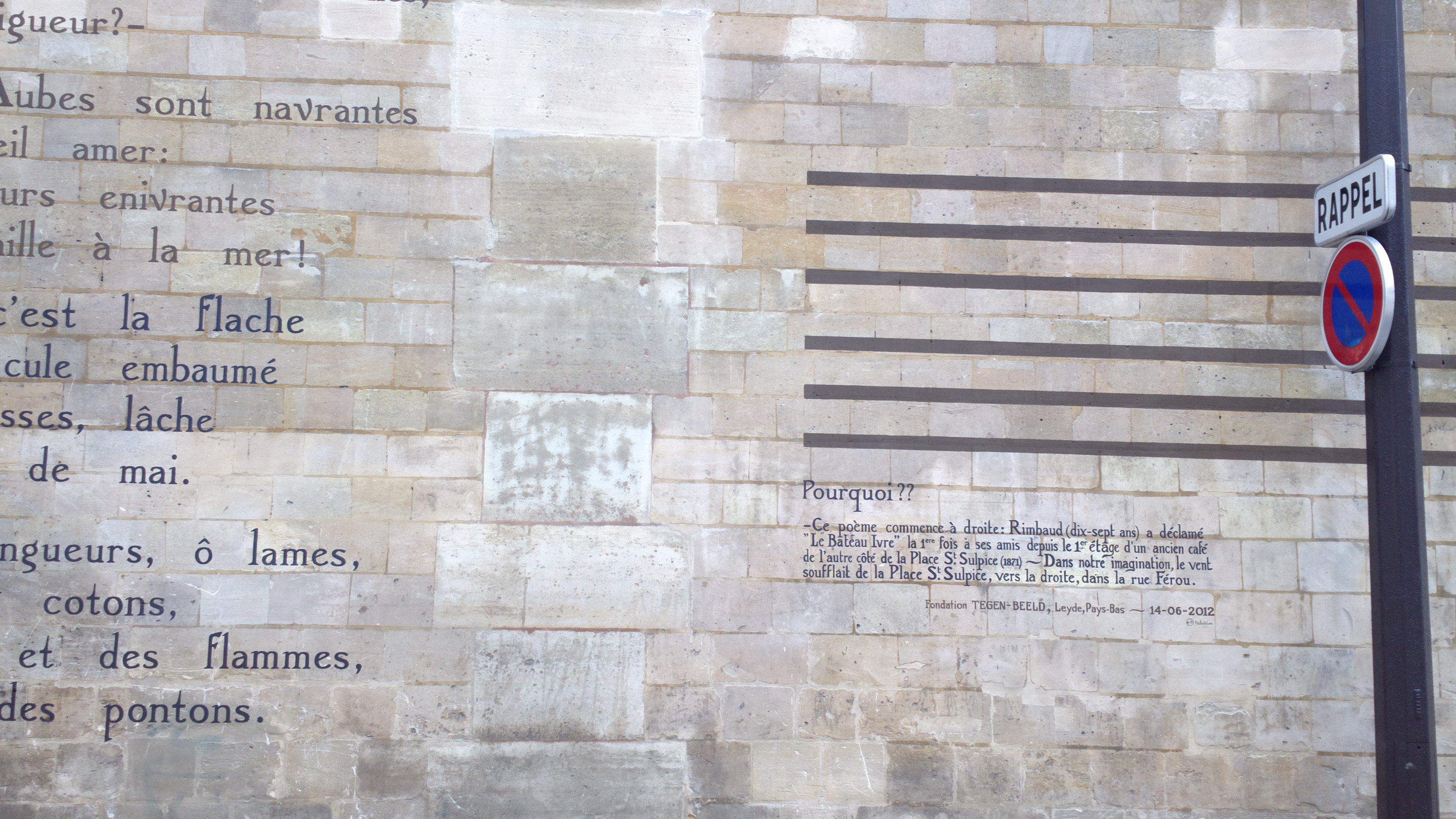

Le Bateau ivre textad med målarfärg längs muren till Hôtel des Finances.